# Sergios II. (Konstantinopel)
Sergios II. Studites (griechisch Σέργιος Β΄ Στουδίτης; † 1019) war Patriarch von Konstantinopel (998/1001–1019).

## Leben
Geburtsjahr und Herkunft sind nicht bekannt, er war aber anscheinend arabischer Herkunft. Sergios soll Johannes Skylitzes zufolge mit dem Patriarchen Photios I. verwandt gewesen sein. Sein Bruder Kosmas war der erste Richter in Konstantinopel.
Sergios war Vorsteher im Manuel-Kloster in Konstantinopel. Er war geistlicher Vertrauter von Kaiser Romanos I. Im Jahr 1001 (wohl Juni/Juli) wurde er Patriarch von Konstantinopel. 1002/3 führte er eine Überprüfung des Kultes des Symeon Eulabes durch; er versuchte in der folgenden Auseinandersetzung zu schlichten, doch kam es schließlich zu Verurteilungen. Sergios vertrat eine distanzierte Position zur lateinischen Kirche, wie auch der übrige Klerus und die Kaiser. Er trat kritisch gegen die Steuerpolitik von Kaiser Basileios II. auf. 
Er starb im Jahr 1019; sein Nachfolger wurde im Juli 1019 berufen.